# Hylotydeus hydrodromus
Hylotydeus hydrodromus is een mijtensoort uit de familie van de Eupodidae. De wetenschappelijke naam van de soort is voor het eerst geldig gepubliceerd in 1889 door Berlese & Trouessart.